# Serhij Berko
Serhij Berko je bývalý ukrajinský sportovní šermíř, který se specializoval na šerm šavlí. Ukrajinu reprezentoval v devadesátých letech. V roce 1995 vybojoval třetí místo na mistrovství Evropy v soutěži jednotlivců. 